# The Wild Bunch (sound system)
Il The Wild Bunch è stato un sound system formatosi a St. Pauls, quartiere della città di Bristol, in attività dal 1983 al 1987. È stato particolarmente rilevante nella scena underground della città.
Si è distinto per un sound che includeva vari stili musicali, cosa insolita a quei tempi. Nei suoi spettacoli includeva elementi punk, R&B e reggae, focalizzandosi su ritmi lenti e atmosfere elettroniche ambient, diventato poi pietra miliare del suono di Bristol: questo genere è stato successivamente classificato col nome di Trip hop.

## Formazione
Fra i componenti figuravano personaggi noti come:
- Robert Del Naja, Grant Marshall e Andrew Vowles, che nel 1987 formarono il "collettivo musicale" Massive Attack;
- Tricky, che collaborò con i Massive Attack per la produzione dei loro primi due album, Blue Lines e Protection, dopodiché intraprese con successo la carriera di solista;
- Nellee Hooper, che si trasferì a Londra ed iniziò a lavorare come producer e remixer per una serie di importanti artisti tra cui Madonna, U2, No Doubt, Björk ed altri.

Altri membri inclusi:
- Miles Johnson, in arte DJ Milo, che si ritirò dalla scena dopo lo scioglimento del The Wild Bunch;
- Claude Williams, in arte Wee Willy.

## Discografia
Nel 2002, DJ Milo ha pubblicato The Wild Bunch: Story of a Sound System, una raccolta dei brani più significativi da loro prodotti. Il libretto incluso nell'album contiene foto ed una ricca storia del gruppo.